# اس‌ام یوسی-۴۳
اس‌ام یوسی-۴۳ (به انگلیسی: SM UC-43) یک زیردریایی بود که طول آن ۱۶۲ فوت ۳ اینچ (۴۹٫۴۵ متر) بود. این زیردریایی در سال ۱۹۱۶ ساخته شد.